# بیمارستان بیر
بیمارستان بیر (به لاتین: Bir Hospital) یک بیمارستان در نپال است که در کاتماندو واقع شده‌است.